# Henri t'Kint de Roodenbeke
Henri Marie t'Kint de Roodenbeke (Bruxelles, 14 aprile 1817 – Bruxelles, 6 novembre 1900) è stato un nobile, politico e diplomatico belga.

## Biografia
Nato a Bruxelles il 14 aprile 1817, Henri-Marie era il figlio primogenito di François Joseph t'Kint de Roodenbeke (1792 - 1878), commissario di re Guglielmo I dei Paesi Bassi per la Caisse d'amortissement e di sua moglie, Thérèse Catherine Ellinckhuyzen (1795 - 1850). Aveva tre fratelli e due sorelle: Pierre, morto in tenera età, Georges, capostipite del ramo francese, Josse-Dominique, capostipite del ramo di Liegi, ora estinto, Barbe e Marie.
Henri iniziò la sua carriera come dipendente della Banque de Naeyer a Gand dove conobbe Zoé-Isabelle, figlia di Eugène-Joseph de Naeyer, proprietario della banca. I due si sposarono il 7 settembre 1841.

### La carriera politica
Nutrendo ambizioni politiche, Henri pubblicò in forma anonima uno studio intitolato Riflessioni sulla questione delle Fiandre nel 1847. In quello stesso anno venne eletto deputato per la circoscrizione di Gand nelle liste del partito liberale belga.
In Parlamento, il giovane deputato partecipò all'elaborazione del bilancio per lo sviluppo economico, allo studio di nuove vie navigabili e allo sviluppo dell'industria tessile nelle Fiandre. Si specializzò poi nella gestione dei problemi sociali del paese. Espresse un modello di liberismo sociale attraverso la proposta di una serie di leggi come quella dell'8 maggio 1850 che istituì per prima le pensioni in Belgio e quella del 3 aprile 1851 che istituì le società di mutuo soccorso. Prese parte anche alla stesura delle leggi di riforma dei monti di pietà, degli enti di beneficenza, delle pensioni, delle distillerie, dei diritti di successione, per il credito fondiario, sui brevetti d'invenzione e sulla banca nazionale.
Divenuto segretario della Camera dei Rappresentanti belga, fu sconfitto con il Partito Liberale a Gand nel 1857.
Dopo la sua sconfitta, si ritirò dalla vita politica e si dedicò interamente alla gestione delle proprietà della moglie.
Nel 1862, dopo la morte del signor de Block, senatore per la circoscrizione di Eeklo, il Partito Cattolico belga gli offrì la nomina a senatore e venne rieletto ininterrottamente nella prima istituzione dello stato sino al 27 maggio 1900. Dal 1892 al 1899 fu inoltre presidente dello stesso senato belga.

### Esperienze diplomatiche
Oltre alla sua carriera politica, Henri condusse con un certo successo anche alcune missioni diplomatiche. Nel 1856 fu consigliere aggiunto all'ambasciata di Russia capeggiata dal principe di Ligne e presenziò all'incoronazione dello zar Alessandro II di Russia.
Nel dicembre del 1868 Henri t'Kint de Roodenbeke venne prescelto per guidare la missione speciale destinata al duca di Sassonia-Meiningen e al duca di Anhalt per annunciare loro la morte di re Leopoldo I del Belgio e l'incoronazione di Leopoldo II quale suo successore.

### Gli ultimi anni
A causa delle sue precarie condizioni di salute e dell'età avanzata (83 anni), rinunciò a candidarsi al Senato per le elezioni del 27 maggio 1900. Suo figlio, il barone Arnold t'Kint de Roodenbeke, venne eletto al suo stesso seggio e gli succedette poi come presidente del senato nel 1922.
Il conte t'Kint de Roodenbeke morì il 6 novembre 1900 nella sua casa di rue Ducale, a Bruxelles. Venne sepolto nella tomba di famiglia a Ooidonk.